# Los Sims 3: Aventura en la Isla
Los Sims 3: Aventura en la Isla (The Sims 3: Island Paradise) es la décima expansión de Los Sims 3. Fue anunciado como uno de los line-ups de 2013 en The Sims (serie) a través de un comunicado de prensa.
Durante la emisión, se dijo que el paquete de expansión se encuentra todavía en la etapa de desarrollo inicial y sólo se muestra una captura de pantalla. Reintroducirá características de Los Sims 2: Bon Voyage y Abren Negocios, pero la mayor parte de las características serán originales de esta expansión.

## Descripción Oficial
A tus Sims les aguardan nuevas aventuras en las costas soleadas y bajo las cristalinas aguas de un paraíso isleño! Podrán desde explorar las islas tropicales sin parar y ver cómo lo hacen. ¡Los Sims náuticos podrán incluso ponerse al timón de casas flotantes totalmente personalizables y navegar de isla a isla ! Si tus Sims son de los que prefieren estar dentro del agua a estar , podrán hacer buceo con tubo y submarinismo en el océano y ver a una sirena.
¡Y quién sabe, hasta podrían encontrar un tesoro sumergido o trabar amistad con una sirena! Con características innovadores nunca vistas en la franquicia para PC de Los Sims y un mundo lleno de nuevas posibilidades en tierra y mar, tus Sims disfrutarán de las ventajas de su propio paraíso isleño.

### Características
• Zarpa en busca de aventuras. Ya sea en pedaleta o en una lancha motora, tus Sims podrán salir del puerto para descubrir nuevas tierras y explorar como nunca antes; podrán desde viajar entre islas hasta descubrir su propia isla desconocida. ¡No apto para marineros de agua dulce!
• Construye y dirige un complejo turístico de cinco estrellas. Crea un complejo turístico para toda la familia con toboganes acuáticos y mesas de bufé, un refugio romántico salpicado de cabañas minimalistas, o un entorno para solteros con multitud de piscinas-bar donde los Sims puedan relacionarse y ligar.
• Elige y personaliza tus servicios, fija los precios y espera a que empiecen a llover las críticas y los simoleones. ¡Cuantas más estrellas tenga tu complejo, más popular será!
• La vida es una playa. Averigua qué sorpresas se ocultan dentro del mar a medida que tus Sims mejoran sus dotes para el buceo con tubo y el submarinismo. Podrían acabar en la costa de una isla nueva o descubrir un tesoro sumergido o enterrado.
• Hogar en el mar. Tanto si a tus Sims les encanta el agua como si les gusta viajar, una casa flotante puede resultar la morada ideal para ellos. Las casas flotantes son totalmente personalizables y pueden amarrarse en cualquier puerto abierto, así que, si tus Sims se cansan de la vista, ¡pueden irse con la música a otra parte!
• Nuevas formas de construir. Los nuevos cimientos con pilotes les ofrecen a tus Sims lo mejor de ambos mundos: un hogar situado parcialmente en el agua y parcialmente en tierra.
• ¡Construye un complejo turístico, crea casas flotantes móviles y personaliza tu propio paraíso isleño para tus Sims!